# Joseph Vilsmaier
Joseph Vilsmaier (* 24. ledna 1939, Mnichov – 11. února 2020 Mnichov) byl německý filmový režisér a producent, který svou filmovou kariéru začal jako technik a kameraman. Jeho manželkou byla česká herečka Dana Vávrová. U nás je znám především jako režisér snímku Stalingrad.

## Život
Narodil se v bavorském Mnichově, chodil do internátní školy nedaleko Augsburgu. Vyučil se jako technik filmových kamer a studoval také hru na piáno v Mnichově, hrál v jazzové kapele. Nejdříve pracoval jako technik, pak začal pracovat u filmu jako technik a asistent kamery. Od roku 1961 byl kameramanem, mj. natočil několik epizod seriálu Místo činu. Při práci na jednom seriálu se seznámil s českou herečkou Danou Vávrovou, se kterou se oženil v roce 1986.
Jeho režijním debutem byl v roce 1988 film Herbstmilch (Podzimní mléko), v kterém hrála jeho manželka hlavní ženskou roli. Film byl přijat pozitivně, následně natočil téměř 20 filmů pro kina a několik televizních filmů. Mezi jeho nejúspěšnější filmy patří Stalingrad (1993), Schlafes Bruder (1995) a Comedian Harmonists (1997).
S manželkou měl dcery Janinu, Theresu a Josefinu, které se staly herečkami.